# Mathilda von Troil
Maria Emilia Mathilda von Troil, född 31 december 1869 i Vasa, död 10 december 1930 i Helsingfors, var en finländsk teaterdirektör. Hon var direktör för Finlands nationalteater 1914–1917.
Hon var vice ordförande i Finsk Kvinnoförening 1901–1904.